# Lithoglyphus naticoides
Lithoglyphus naticoides är en snäckart som först beskrevs av C. Pfeiffer 1828.  Lithoglyphus naticoides ingår i släktet Lithoglyphus, och familjen tusensnäckor. IUCN kategoriserar arten globalt som livskraftig. Arten har ej påträffats i Sverige.

## Bildgalleri

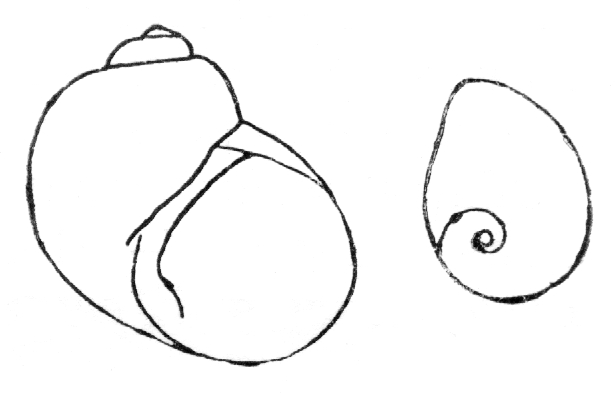